# Супсехский сельский округ
Супсехский сельский округ — административно-территориальная единица в составе Анапского района Краснодарского края. В рамках муниципального устройства относится к муниципальному образованию город-курорт Анапа.
Административный центр — село Супсех.

## Население
| 2002   | 2010    | 2017    |
| ------ | ------- | ------- |
| 11 419 | ↗12 929 | ↗18 206 |

## Населённые пункты
В состав сельского округа входят 6 населённых пунктов:
| № | Населённый пункт | Тип населённого пункта | Население |
| - | ---------------- | ---------------------- | --------- |
| 1 | Большой Утриш    | село                   | ↗198      |
| 2 | Варваровка       | село                   | ↗1980     |
| 3 | Малый Утриш      | посёлок                | ↗51       |
| 4 | Просторный       | посёлок                | ↗875      |
| 5 | Сукко            | село                   | ↗3939     |
| 6 | Супсех           | село                   | ↗15 736   |